# Giacinto Spagnoletti
Giacinto Spagnoletti (Taranto, 8 febbraio 1920 – Roma, 15 giugno 2003) è stato uno storico della letteratura, poeta e romanziere italiano.
Disse a proposito del suo rapporto con la poesia:

## Biografia
Padre di Luca Spagnoletti, Giacinto Spagnoletti fu docente d'italianistica in varie università italiane.
Come critico letterario, si occupò di moltissimi scrittori e poeti, come Giuseppe Gioachino Belli, del quale curò un monumentale epistolario, Aldo Palazzeschi, Giacomo Casanova, Charles Baudelaire, Paul Verlaine, Leonardo Sinisgalli, Italo Svevo, Danilo Dolci, Amelia Rosselli, Pier Paolo Pasolini, Angelo Maria Ripellino, Beppe Costa.
Per molti anni collaborò con Il Messaggero e con Alda Merini a cui, "nella Milano della ricostruzione, adolescente, (...) aprì le porte del mondo intellettuale della città".
Presiedette dal 1988 al 2000 la Fondazione Marino Piazzolla.

## Opere

### Poesia
- Sonetti e altre poesie, Roma, Ist. Graf. Tiberino, 1941.
- A mio padre d'estate, Milano, Schwarz, 1953.
- Versi d'occasione, Sora, Edizioni dei Dioscuri, 1984.
- La vita in sogno e altre poesie, Fermignano, Edizioni Ca' Spinello, 1986.
- Poesie raccolte, 1990.

### Narrativa
- Tenerezza, Firenze, Vallecchi, 1946.
- Le orecchie del diavolo, Firenze, Sansoni, 1953.
- Il fiato materno, Milano, Longanesi, 1971.

### Saggistica e critica letteraria
- Renato Serra, Brescia, Morcelliana, 1943.
- Sbarbaro, Padova, Cedam, 1943.
- Pretesti di vita letteraria, Catania, Camene, 1953.
- Romanzieri italiani del nostro secolo, Torino, E.R.I., 1957.
- Saba, Ungaretti, Montale, Torino, E.R.I., 1967.
- Palazzeschi, Milano, Longanesi, 1971.
- Svevo, la vita, il pensiero e scritti vari, Milano, Accademia, 1972.
- Il personaggio «io», Roma, Argileto, 1974.
- Scrittori di un secolo, 2 voll., Milano, Marzorati, 1974.
- Profilo della letteratura italiana del Novecento, Roma, Gremese, 1975.
- Conversazioni con Danilo Dolci, Milano, Mondadori, 1977.
- Il verso è tutto, Lanciano, Carabba, 1979.
- «La coscienza di Zeno» di Italo Svevo, Milano, Rizzoli, 1979.
- La letteratura in Italia, saggi e ritratti, Milano, Spirali, 1984. (ISBN 88-7770-138-2) Premio Nazionale Rhegium Julii 1985 per la Saggistica,[3]
- La letteratura italiana del nostro secolo, Milano, Oscar Mondadori, 3 voll., 1985.
- Svevo, ironia e nevrosi, Lucca, Memoranda, 1986.
- I nostri contemporanei, Milano, Spirali, 1997. (ISBN 88-7770-459-4)
- Il teatro della memoria, Riflessioni agrodolci di fine secolo, Roma, Edizioni dell'Altana, 1999.
- Poesia italiana contemporanea, Milano, Spirali, 2003. (ISBN 88-7770-631-7)
- Storia della letteratura francese (ISBN 88-7983-602-1)
- Storia della letteratura italiana del Novecento (ISBN 88-7983-416-9)

### Traduzioni
- Georges Bernanos, I grandi cimiteri sotto la luna, Milano, Mondadori, 1953-1992. - Il Saggiatore, 1965-2004; SE, Milano, 2017.
- Denis Diderot, Il nipote di Rameau, Parma, Guanda, 1945.

### Antologie
- Poesia italiana contemporanea, Parma, Guanda, 1950;
- Antologia poetica di Corrado Govoni, Firenze, Sansoni, 1953;
- La nuova narrativa italiana, 2 voll., Parma, Guanda, 1958;
- Il petrarchismo, Milano, Garzanti, 1959;
- Novelle romantiche, Milano, Martello, 1961;
- Poeti dell'età barocca, Parma, Guanda, 1961;
- Restif de la Bretonne: Monsieur Nicolas, Milano, Longanesi, 1971;
- Poesia dialettale dal Rinascimento a oggi (con C. Vivaldi), Milano, Garzanti, 1991;
- Otto secoli di poesia italiana da S. Francesco d'Assisi a Pasolini, Roma, Newton, 1993.